# Dune 2000
Dune 2000 è un videogioco di strategia in tempo reale ambientato nell'universo di fantascienza del ciclo di Dune, sviluppato da Intelligent Games e Westwood Studios, e pubblicato da Virgin Interactive nel 1998 per PC. È un remake del Dune II del 1992, si può considerarne una sua versione aggiornata: la trama di base è la stessa, come anche gran parte dei meccanismi di gioco, ma sono state aggiunte funzionalità tipiche degli RTS moderni come la modalità multigiocatore e "schermaglia".
La veste grafica e sonora è naturalmente aggiornata, anche con l'aggiunta di numerosi filmati girati in tecnica FMV (full motion video) con attori hollywoodiani (tra gli interpreti John Rhys-Davies). La sceneggiatura di questi filmati è ispirata all'omonimo film di Lynch (Dune). La prima parte del filmato introduttivo è un rifacimento fedele di quello di Dune 2, ma con grafica aggiornata.

## Trama
Sul pianeta sabbioso Arrakis l'imperatore ha proposto una sfida alle tre case: dovranno competere senza alcuna regola per ottenere il controllo di Arrakis e i diritti di sfruttamento minerario della preziosa Spezia che si trova solo su Arrakis. La Spezia è anche l'unica risorsa che viene raccolta e spesa nel gioco.

## Modalità di gioco
Il giocatore può prendere il controllo di tre fazioni: i nobili Atreides, i crudeli Harkonnen e gli insidiosi Ordos. Le tre campagne non sono ordinate cronologicamente e portano a tre sviluppi alternativi della storia. In ogni caso il giocatore prende le parti di un comandante che viene inviato su Arrakis per militare nell'esercito di una delle tre case, ma in realtà è segretamente supportato dalla sorellanza delle Bene Gesserit, che in base a una profezia vede in lui un "prescelto". Le Bene Gesserit sospettano anche che l'imperatore stia tramando qualcosa, per cedere il controllo di Arrakis così facilmente.

## Interfaccia
Lo stile dell'interfaccia di controllo riprende molto quello dei primi giochi della serie di Command & Conquer (degli stessi autori). In particolare:
- si usa il tasto sinistro del mouse sia per selezionare che per dare comandi, e il destro per deselezionare;
- la creazione di unità e edifici avviene tramite un'unica barra degli strumenti laterale;
- non si possono creare unità e edifici uguali contemporaneamente, ma la presenza di più centri di produzione ne aumenta la velocità.

Non si possono però mettere in coda più costruzioni, né impostare "punti di raduno".

## Edifici
Hanno il tipico stile artistico e sfarzoso degli edifici nobiliari della saga. Naturalmente sorgono solo sulle distese di roccia, mai sulla sabbia.
Richiedono del tempo di costruzione, ma il piazzamento sul terreno di gioco, sebbene a distanza limitata, avviene alla fine ed è quasi istantaneo, così come la conquista e la rottamazione di vecchi edifici. Si vedono perciò edifici che spuntano fuori e che spariscono all'improvviso, certo con disappunto dell'avversario, cosa abbastanza peculiare per un RTS.
- Basamento in cemento: sotto gli altri edifici, li rende più resistenti e impedisce che vengano danneggiati con il tempo.
- Muro: barriera di difesa, impedisce il passaggio a tutte le unità.
- Cantiere di costruzione: permette di costruire gli altri edifici.
- Trappola a vento: crea energia elettrica per gli altri edifici.
- Raffineria: centro di raccolta per la Spezia.
- Caserma: permette di creare le unità di fanteria.
- Torretta: spara a vista con un cannone.
- Avamposto: un radar che rende visibile la minimappa.
- Torretta lanciamissili: più potente della torretta, spara con un lanciamissili ma non funziona se manca l'energia.
- Fabbrica avanzata: permette la creazione di veicoli avanzati.
- Spazioporto: può acquistare tutti i veicoli leggeri, veicoli pesanti (tranne carro sonico, devastatore, deviatore, raider, stealth raider) e portatutto, a prezzi ridotti e variabili. La merce viene consegnata poco tempo dopo da una fregata della CHOAM.
- Fabbrica leggera: permette di creare i veicoli di terra leggeri.
- Silos: depositi per la Spezia in eccesso.
- Fabbrica pesante: permette di creare i veicoli di terra pesanti.
- Officina: permette di riparare i veicoli di terra.
- Centro di ricerca ixiano: permette alle fabbriche di creare certi tipi di unità.
- Palazzo: fornisce periodicamente un'arma speciale tipica di ogni casa (Fremen, Mano Mortale, Sabotatore).

## Unità
Anche le unità sono le stesse di Dune 2 (tranne il Battitore e l'Ingegnere, quest'ultimo un prestito di Command & Conquer), ma sono revisionate, soprattutto l'efficacia delle armi dell'una sull'altra. Certamente sono meglio equilibrate rispetto a Dune 2 e in genere hanno tutte un ruolo utile.
Tra parentesi sono riportate le iniziali delle case che possono creare le unità:

### Fanteria
- Fanteria leggera (Light Infantry) (AHO): soldati base, armati con mitragliatrici.
- Fanteria pesante (Heavy Trooper)(AHO): armati lanciamissili, efficaci contro i veicoli.
- Ingegnere (Engineer)(AHO): conquista un edificio entrandoci (si sacrifica).
- Battitore (Thumper Infantry) (AHO): disponibile solo in multigiocatore, attira i vermi delle sabbie.
- Fremen (A): invisibile quando non attacca, efficaci sia contro fanteria che contro i veicoli.
- Sabotatore (Saboteur)(O): distrugge un edificio entrandoci (si sacrifica), inoltre ha la capacità per un breve periodo di rendersi invisibile.
- Sardaukar (-)(H): soldati dell'Imperatore, con armi varie. In modalità multigiocatore è disponibile per gli Harkonnen

### Veicoli leggeri
- Trike (AH): velocissimo mezzo da ricognizione a tre ruote armato con mitragliatrice.
- Raider (O): veicolo simile al Trike, meno resistente ma più veloce.
- Quad (AHO): veloce mezzo a quattro ruote, armato con missili.

### Veicoli pesanti
I veicoli pesanti possono schiacciare la fanteria semplicemente passandoci sopra!
- Mietitrice (Harvester) (AHO): raccoglie la Spezia dalle sabbie.
- Carro da combattimento (Combat Tank) (AHO): il classico cingolato, ha caratteristiche diverse a seconda della fazione: quello degli Harkonnen è lento e potente, quello degli Ordos veloce e leggero, mentre quello degli Atreides è una via di mezzo.
- Veicolo Mobile da Costruzione (MCV) (AHO): si trasforma in un Cantiere di costruzione, permettendo di costruire altre basi lontane.
- Lanciamissili (Missle Tank) (AH): più leggero del carro armato, ma con maggiore gittata. Più efficace contro i veicoli, ma meno contro la fanteria.
- Carro da assedio (Siege Tank) (AHO): spara a mortaio, molto efficace contro la fanteria, meno con i veicoli.
- Carro sonico (Sonic Tank) (A): ha un'arma a onde sonore ispirata al modulo estraniante, che colpisce tutto ciò che c'è lungo la scia, compresi gli alleati.
- Devastatore (Devastator) (H): potente e lento, quando viene distrutto (o quando lo desidera) esplode danneggiando tutta l'area circostante.
- Deviatore (Deviator) (O): "converte" temporaneamente i veicoli nemici, che diventano della propria squadra.

### Velivoli
Vulnerabili solo ai missili. Non possono essere controllati direttamente dal giocatore, si muovono in automatico.
- Ornitottero (A): velivolo da attacco, a gli si può periodicamente assegnare un bersaglio da bombardare.
- Ala-trasporto (AHO): sposta le Mietitrici da/a la Spezia, inoltre trasporta le unita meccaniche danneggiate alle officine per le riparazioni e in assenza di altri comandi le riporta nel luogo di prelevamento.

### Speciali
- Mano mortale (H): missile nucleare, impreciso ma devastante.
- Fregata (-): effettua le consegne allo Spazioporto.
- Verme delle sabbie (-): vaga casualmente ma è attratto dalle vibrazioni, può ingoiare le unità meccaniche in un boccone, non attacca la fanteria.

## Doppiaggio
| Personaggio             | Interprete/voce originale | Voce italiana    |
| ----------------------- | ------------------------- | ---------------- |
| Imperatore Frederick IV | Adrian Sparks             | Sergio Grasso    |
| Lady Elara              | Musetta Vander            | Silvana Fantini  |
| Noree Moneo             | John Rhys-Davies          | Sergio Grasso    |
| Hayt De Vries           | Robert Carin              | Luca Sandri      |
| Edric O                 | Richard Marcus            | Marco Balbi      |
| Voce Narrante           | Vanessa Marshall          | Silvana Fantini  |
| Computer Ordos          |                           | Claudio Beccari  |
| Unità Ordos             |                           | Silvano Piccardi |
| Computer Harkonnen      |                           | Luca Sandri      |
| Unità Harkonnen         |                           | Marco Balzarotti |
| Computer Atreides       |                           | Silvana Fantini  |
| Unità Atreides          |                           | Marco Balzarotti |

## Aggiornamenti

### Patch 1.03
La patch corregge alcuni errori minori.

### Patch 1.06
Con la patch 1.06 si ha disposizione dieci nuove mappe multiplayer, due nuovi tileset, il bilanciamento del gioco aggiornato e tre nuove unità, una per ogni casa: gli Atreides hanno il Grenadier (granatiere), gli Harkonnen i Sarduakar e gli Ordos lo Stealth Raider (un Raider invisibile se non attacca o non vi sono unità di fanteria o torrette vicine).